# Некоглай
Микола Федорович Лебедєв, більш відомий як Некоглай (рос. Николай Фёдорович Лебедев; нар. (24 роки) 14 листопада 2000, Кишинів) — молдовський тіктокер, стример, геймер, хіп-хоп-виконавець.
Блогер опублікував відео, в якому він пародіює солдата армії РФ, на якого падає граната. Невдовзі після публікації був затриманий співробітниками МВС РФ у своїй квартирі 9 листопада.
Після бійок та вимагання «прохання просити пробачення» був переведений до тимчасового центру утримання іноземних осіб.
Після винесення вироку, та відбування за ґратами, був депортований у Кишинів 24 листопада 2022 року нібито за порушення міграційного законодавства.
10 січня 2022 року Некоглай разом зі стримером і тіктокером Іваном Золо встановили рекорд глядачів по прямому ефірі в російськомовній спільноті Twitch, трансляцію подивилися 578 тисяч осіб. Однак користувачі Twitch не визнають цей запис через звинувачення в обмані глядачів.
З 29 на 30 січня блогер провів збір коштів на платформі Twitch де стримив 29 годин поспіль.
За офіційними даними було зібрано 255 тисяч гривень (урахування 202 000 руб. на Donations alerts), також блогер заявив, що буде продавати свій автомобіль у разі якщо не набереться достатня сума коштів[джерело?].

## Біографія
Микола Лебедєв народився в Кишиневі. Коли йому було 9 років, від раку померла мати, а коли Некоглаю було 10 років, помер батько від туберкульозу, після чого його вихованням почав займатися старший брат.
У 2016 році він почав вести прямі трансляції на сервісі потокового відео Twitch. Він грав у Dota 2 і Counter-Strike: Global Offensive переважно в прямих трансляціях.
У травні 2021 року він зняв відео в TikTok, яке принесло йому першу популярність. Некоглай відреагував на відео російського співака і репера Єгора Кріда і вигукнув у ньому: «Разрывная! Юмориш, юмориш!» (рос. Разрывная! Юморишь, юморишь! букв. Вибухова! Гумориш, гумориш!).
Пізніше він познайомився з Іваном Золочевським з Московської області, який також знімав відео в TikTok, під псевдонімом «IvanZolo2004». Вони почали вести спільні прямі ефіри та дуети в TikTok, а пізніше почали стримити на Twitch.
22 грудня 2021 року стримери встановили рекорд за кількістю одночасних переглядів трансляції на російськомовному Twitch — 261 тисяча глядачів дивилися трансляцію одночасно, а 10 січня 2022 року вони побили власний рекорд — там на піку трансляції було 578 тис. осіб
У ніч на 6 травня 2022 року Некоглай потрапив у ДТП у Москві, внаслідок чого отримав струс мозку. Водій загинув на місці.

## Скандали
Його неодноразово звинувачували в обмані глядачів і підписників.
7 листопада 2022 року він опублікував у TikTok відео з пародією на російського солдата, який кидає українські гранати, під пісню Rasputin німецького гурту «Boney M.». Це викликало негативну реакцію голови Ліги безпечного Інтернету Катерини Мізуліної, яка назвала Некоглая «гіком». 9 листопада його затримали і доставили в Бабушкінський суд Москви, де оштрафували на п'ять тисяч рублів і засудили до депортації до Молдови, оскільки він є її громадянином. 10 листопада в мережі поширилося відео, на якому поголений налисо Микола заявляє, що «почувається твариною» і просить вибачення за зняте відео. За словами його друзів, блогера побили, об голову гасили сигарети.
Пришвидшити депортацію Миколи допоміг Олексій Мельніков, відповідальний секретар Суспільної спостережної комісії Москви.
«Коли ми відвідали Лебедєва у Центрі тимчасового утримання іноземних громадян у селищі Сахарове, у нього по всьому тілу були садна, синці, гематоми. Де він їх одержав? Не в ході перебування там, а до переміщення туди. У ЦТУІГ знову вступники проходять медогляд. Там усі травми та каліцтва фіксуються», — розповів Мельніков.
Правозахисник уточнив, що всі травми, які були у блогера під час вступу до ЦТУІГу, були описані «у відповідних документах».
За словами Мельнікова, сам Некоглай стверджує, що в ВМВС «Пресненський» його не лише побили, а й насильно підстригли.
«За його словами, процес побиття та примусової стрижки співробітники знімали на телефон» — розповів член ОНК.
Мельніков додав, що у центрі для мігрантів на Некоглая напав сусід по камері, після чого блогера перевели до іншого приміщення.
Некоглай стверджував, що цього «сусіда» підіслали саме співробітники ЦТУІГ (Центр тимчасового утримання іноземних громадян).
У січні блогер Некоглай на одному зі стримів розповів про намір направити близько 100 тис. доларів на купівлю дронів для ЗСУ, оскільки вважає себе ворогом російського режиму. «Я до кінця життя казатиму про політику. Я буду до кінця життя ворогом російського режиму», — заявив блогер.

## Дискографія
У жовтні 2021 року випустив трек «Колян».
11 лютого він випустив пісню «Звичайний хлопець», її продюсером став Slava Marlow.
3 березня 2022 року Некогай випустив трек «Cumback». Він потрапив у рейтинги сайту TopHit, а саме: четверте місце чарту «Кращі YouTube-кліпи Росії за тиждень», а також посів 49 місце чарту «Нові російські хіти Spotify в Росії за рік, місяць».